# Miraleria ornata
Miraleria ornata är en fjärilsart som beskrevs av Richard Haensch 1903. Miraleria ornata ingår i släktet Miraleria och familjen praktfjärilar. Inga underarter finns listade i Catalogue of Life.